# Jezusmythe
De Jezusmythe is de opvatting dat de historische Jezus een mythe is. Het kan duiden op de opvatting dat Jezus nooit heeft bestaan of dat hij wel heeft bestaan, maar niets of heel weinig te maken heeft gehad met het ontstaan van het christendom.
Het bestaan van een historische Jezus wordt door vrijwel alle deskundigen geaccepteerd.

## Opvattingen
Historicus en theoloog Bruno Bauer stelde de theorie in de 19e eeuw als eerste voor. Bauer stelde dat Jezus in de tweede eeuw is ontstaan uit de samensmelting van joodse, Romeinse en Griekse religieuze opvattingen.
Er zijn veel verschillende opvattingen die alle Jezusmythe worden genoemd. Eén opvatting is dat er nooit een historische Jezus is geweest, alleen een mythologisch personage dat later in de evangeliën werd gehistoriseerd. Een andere opvatting is dat ieder bewijs voor de historische Jezus zo wordt versluierd door mythen en dogma's dat "we er niet langer zeker van kunnen zijn dat er ooit een echte persoon aan de basis van de hele kwestie stond." Nog een andere opvatting is dat verhalen over Jezus gebaseerd kunnen zijn op iemand die leefde vóór de 1e eeuw n.Chr., wiens levensverhaal werd verfraaid met elementen uit de mythe en literatuur.
Richard Carrier verdedigt de opvatting dat Jezus nooit bestaan heeft, terwijl Robert M. Price onvoldoende bewijs ziet dat een eventuele historische Jezus aan de basis ligt van het Nieuwe Testament en het christendom.

## Argumenten
De meeste aanhangers van de Jezusmythe-these volgen een drieledig argument:
1. Ze stellen dat het beeld van Christus in de brieven van Paulus niet aansluit bij dat in de evangeliën. (De brieven van Paulus zijn ouder dan de evangeliën, ook al staan de evangeliën vóór de brieven van Paulus in het Nieuwe Testament.) In de brieven van Paulus zou Christus een hemels wezen zijn, dat in de evangeliën werd geconcretiseerd tot een historisch figuur.
2. Ze wijzen erop dat Jezus in de evangeliën wordt geportretteerd als een charismatische leraar, terwijl er geen niet-christelijke bronnen uit de eerste en vroege tweede eeuw zijn die hem noemen, laat staan zo beschrijven. Het vaakst wordt erop gewezen dat de Joodse filosoof Philo van Alexandrië Jezus niet noemde toen hij rond 40 n.Chr. schreef over de wreedheden van Pontius Pilatus.[15]
3. Zij stellen dat het vroege christendom een syncretistische en mythologische oorsprong had.[16] Het christendom gaat dan niet terug op de gedeelde herinneringen van een historisch persoon, maar is een samenvoeging van de mysteriecultus in het hellenisme en het jodendom.

### Brieven van Paulus
De zeven authentieke brieven van Paulus zijn de oudste geschreven christelijke bronnen. De brieven bevatten geen verwijzingen naar Johannes de Doper, de namen van tien van de twaalf apostelen, Kajafas, Pontius Pilatus, Jezus' toespraken (zoals de Bergrede), zijn wonderen en parabels, Bethlehem, Nazareth, Kafarnaüm en verhalen over de dood en herrijzenis van Jezus. Er kan niet met zekerheid worden vastgesteld dat Paulus de overleveringen over Jezus kende die later in de synoptische traditie te vinden zijn, en of deze in zijn tijd al bestonden. Bovendien is de oorsprong, omvang en authenticiteit van de door hem overgeleverde Jezus-traditie omstreden. Voorstanders van de Jezus-mythe-these vermoeden dat Paulus geen enkele kennis had over de historische Jezus. Zij stellen (met een argumentum ex silentio) dat Paulus' brieven meer van Jezus' leven hadden moeten getuigen als hij had bestaan. De woorden van Jezus in Paulus' brieven zouden niet uit historische herinnering komen of niet gerelateerd zijn aan historische gebeurtenissen. De verwijzingen naar Jezus als mens moeten anders worden geïnterpreteerd. De synoptische Jezus-traditie als geheel ontstond pas decennia later.
De redenering die onder andere Carrier verdedigt is deze: dat Paulus enkel schrijft over Jezus als over een spirituele of geestelijke persoon, zoals binnen de gnostiek; dat het in die tijd gebruikelijk was om in dergelijke spirituele verlossers te geloven; dat het Marcusevangelie deze spirituele verlosser een aards leven gaf, onder meer op basis van bestaande mythologische geschiedenissen; en dat het in die tijd niet ongewoon was om een dergelijke aardse biografie te schrijven over een fictief persoon.
Daar staat tegenover dat Paulus schreef dat hij in Jeruzalem Kefas ontmoette, en vervolgens: "Maar van de overige apostelen heb ik niemand gezien, behalve Jakobus, de broer van de Heer" (Galaten 1:19). Carrier schreef hierover dat het onwaarschijnlijk is dat Paulus een biologische broer bedoelde, onder meer omdat volgens hem de term "broer van de Heer" logischerwijs een benaming was voor medechristenen of een meer generieke aanduiding zoals in 1 Korintiërs 9:5 of Romeinen 8:29. Ook sprak Paulus in Romeinen 1:3 over Jezus Christus als een lijfelijke nakomeling van David. Volgens Carrier verwees Paulus terug naar de profetie in 2 Samuel 7:12-13 die Natan sprak tot koning David: "Wanneer uw dagen zullen vervuld zijn, en gij met uw vaderen zult ontslapen zijn, zo zal Ik uw zaad na u doen opstaan, dat uit uw lijf voortkomen zal, en Ik zal zijn koninkrijk bevestigen. Die zal Mijn Naam een huis bouwen; en Ik zal den stoel zijns koninkrijks bevestigen tot in eeuwigheid." (Statenvertaling) Carrier suggereert dat sommige Joden inclusief Paulus misschien geloofden dat God sperma (zaad) uit Davids lichaam had genomen en opgeslagen in een "hemelse spermabank", om zo een geestelijke persoon uit dat zaad te verwekken, vergelijkbaar met hoe God Eva maakte uit een rib van Adam.
Een argument tegen de Jezusmythe-these is dat de vroegste christenen geen vernederende kruisdood zouden hebben verzonnen voor hun messias, omdat volgens Joodse verwachtingen de messias zijn vijanden glorieus zou overwinnen. Carrier schrijft hierover dat geloof in een gekruisigde martelaar (zoals ook Johannes de Doper) juist aantrekkingskracht had voor bepaalde bevolkingsgroepen, vooral als deze vervolgens door God werd opgewekt en verheerlijkt. Hij wijst erop dat in zowel Daniël 9:26 als in andere joodse religieuze geschriften (zoals in een van de Dode Zee-rollen: de Melchizedek rol 11Q13, die Daniël citeert) wordt gesproken over een messias die wordt vermoord of op een andere manier zal sterven.

### Buitenbijbelse vermeldingen van Jezus
Volgens aanhangers van de Jezusmythe-these past het feit dat de meeste niet-christelijke auteurs van de 1e en vroege 2e eeuw Jezus niet of slechts terloops noemden, niet bij een historische Jezus, die wordt geportretteerd als een charismatisch leraar met reeds bij leven een grote schare leerlingen. Zo noemde de Joodse filosoof Philo van Alexandrië Jezus niet toen hij rond 40 n.Chr. schreef over de wreedheden van Pontius Pilatus. Carrier en anderen volgen deze lijn en betogen verder dat er geen primaire bronnen bestaan die het bestaan van een historische Jezus ondersteunen en überhaupt geen buiten-Bijbelse bronnen uit de eerste eeuw, terwijl het in de lijn der verwachting ligt dat - naast Philo - de Joodse historicus Justus van Tiberias of Plinius de Oudere Jezus op zijn minst genoemd zouden hebben als deze een historisch persoon was.
Reeds Volney (1757–1820) en Dupuis (1742–1809) verwierpen het Testimonium Flavianum, de passage van de joodse historicus Flavius Josephus over Jezus (Oude geschiedenis van de Joden 18.63-64). Ook hun volgelingen beschouwen deze vermeldingen over Jezus als onbetrouwbaar, vervalst of afhankelijk van de christelijke traditie. Vanaf de 19e eeuw is de wetenschappelijke consensus dat deze passage op zijn minst veranderd of zelfs volledig vervalst is door christelijke schrijvers. De vermelding van "de broer van Jezus, die Christus werd genoemd, wiens naam Jakobus was" (Oude geschiedenis van de Joden 20.200) beschouwen zij als een aanduiding van de positie die Jakobus had in de kerk van Jeruzalem, niet van een vleselijke verwantschap.
De verwijzing naar de kruisiging van Jezus door de Romeinse historicus Tacitus wordt soms ook als niet authentiek beschouwd. Maar zelfs als deze authentiek is, kan dit volgens aanhangers van de Jezusmythe-these niet als bewijs voor het bestaan van Jezus worden gezien. De Romeinen hielden geen archief bij van terechtgestelden in heel hun rijk. Tacitus baseerde deze passage mogelijk op geruchten die in Rome rondgingen in de periode dat hij zijn werk schreef (ca. 115), wat ook past bij de late datering van de evangeliën.

### Invloeden vanuit mysteriecultussen
Een theorie betoogt dat het levensverhaal van Jezus in de evangeliën mythologisch parallel loopt aan die van de mysteriecultussen, zoals het mithraïsme en verschillende mythes van Leven-Dood-Wedergeboorte godheden (buiten- en bovennatuurlijk). Dit kan erop duiden dat het Jezus-personage een euhemerisme is, of samengesteld uit verschillende gedeeltes van oude mythologie. Een alternatieve visie op de Jezusmythe houdt het ook voor mogelijk dat Jezus een fictioneel personage is, samengesteld uit personen die wel echt bestaan hebben.